# Tephrina subfuligata
Tephrina subfuligata är en fjärilsart som beskrevs av Walker 1862. Tephrina subfuligata ingår i släktet Tephrina och familjen mätare. Inga underarter finns listade i Catalogue of Life.